# Guerra dano-sueca (1501-1512)
La guerra dano-sueca de 1501-1512 fue un conflicto entre el reino de Dinamarca y  reino de Suecia durante la Unión de Kalmar.
La guerra comenzó cuando Sten Sture el Viejo, destituido en 1497 como regente de Suecia por el rey Juan I de Dinamarca, encabezó una revuelta sueca y se apoderó de la ciudad de Estocolmo, propiedad de los daneses, después de un asedio en que la propia reina Cristina de Sajonia se encargó personalmente de la defensa del castillo de Estocolmo y resistió al cerco durante ocho meses, hasta el 9 de mayo de 1502, tan sólo tres días antes de que el rey regresara de Dinamarca con una flota de auxilio.
Tras la muerte en 1503 de Sten Sture, Svante Nilsson le sucedió como regente y resistió los intentos daneses de reconquista.
La guerra se intensificó en 1509 cuando los hanseáticos, y especialmente la ciudad de Lübeck, se aliaron con los suecos y les ayudaron a apoderarse de las fortalezas danesas de Kalmar y de Borgholm, propiedad de los daneses. La armada danesa, recientemente establecida, luchó contra la flota hanseática en Nakskov (1510) y Bornholm (1511).
El tratado de Malmö, firmado en abril de 1512, restableció los derechos de la Hansa sobre el comercio danés del mar Báltico, pero les hizo aceptar la concurrencia neerlandesa. Los hanseáticos también debían dejar de apoyar militarmente a Suecia y la ciudad de Lübeck debía pagar reparaciones de guerra a Dinamarca. Suecia y Dinamarca firmaron una tregua que solo duraría unos pocos años hasta la guerra de liberación sueca. 